# Isla La Coyota
Isla La Coyota är en ö i Mexiko. Den ligger i delstaten Tamaulipas, i den östra delen av landet. Arean är 1,3 kvadratkilometer.